# DOM (言語学)
DOM（ディーオーエム）とは、differential object marking（示差的目的語標示）の略で、定性、有生性、情報構造における位置などによって、目的語が格や動詞との一致において異なる標示を受けることである。
たとえばロシア語では、男性単数名詞の指示対象が有生である場合だけ明示的な対格標識が付き、そうでない場合は対格標識が付かない（1）。